# Мурзаєв Едуард Макарович
Едуард Макарович Мурзаєв (1908—1998) — радянський і російський фізико-географ, топоніміст та історик географічної науки. Доктор географічних наук (1949), професор (1956), заслужений діяч науки РРФСР (1970). Редактор і коментатор праць російських географів і мандрівників Л. С. Берга (1876—1950), Н. М. Пржевальського (1839—1888), П. К. Козлова (1863—1935).

## Біографія
Мурзаєв Едуард Макарович народився 19 травня (1 червня) 1908 року в Сімферополі, четвертою дитиною в родині Мурзаєвих (всього дітей було п'ятеро — четверо братів і сестра). Після закінчення однієї з сімферопольських шкіл вступив до Кримського педінституту на фізичне відділення, а через рік перевівся до Ленінградського університету на географічний факультет. 1930 року закінчив навчання. З 1931 року працює в Інституті географії АН СРСР. Брав участь в експедиціях до Центральної Азії, Монголії, В'єтнаму.
Помер Едуард Макарович 1 серпня 1998 року. Похований у Москві на Донському кладовищі.

## Родина
Дружина — Сазанова Валентина Григорівна (1909—1985), дочки — Мурзаєва Вікторія Едуардівна (1934) і Успенська Валерія Едуардівна (1939—1976), мікробіолог.

## Наукові праці
Основні праці Мурзаєва Едуарда Макаровича присвячені історії розвитку ландшафтів аридних територій, країнознавству, походженням географічних назв, народній топоніміці та історії географічних досліджень Азії.
У великому науковому доробку Мурзаева провідне місце займають праці, присвячені лінгвістичному вивченню географічної термінології російської і тюркських мов. Перші роботи з даної проблематики пов'язані з експедиціями автора до Середньої Азії і відрізняються польовим характером збору фактичного матеріалу. Ці вишукування отримали переконливу інтерпретацію в статтях, опублікованих впродовж 1939—1948 років.
Одночасно в цей час, у 1930-х роках закладалися основи російського термінознавства в працях таких вчених, як Д. С. Лотте, Е. К. Дрезена, С. А. Чаплигіна, Г. Й. Винокура. Мурзаєв, спираючись на праці своїх попередників, створив принципово новий напрямок в топонімічних дослідженнях, затвердив виключно важливий статус географічної термінології.

### Монографії
- (рос.) Мурзаев Э. М. Монгольская Народная республика: Страна, люди, хозяйство / Географическое общество СССР. — Л., 1947. — 101 с.
- (рос.) Мурзаев Э. М. Средняя Азия: Очерки природы / Под ред. акад. А. А. Григорьева; Институт географии АН СССР. — М. : Географгиз, 1947. — 136 с. — (Наша Родина. Популярные физико-географические очерки) — 10000 прим.
- (рос.) Мурзаев Э. М. Средняя Азия: Очерки природы. — 3-е изд. — М. : Географгиз, 1961. — 248 с. — 5500 прим.
- (рос.) Мурзаев Э. М. Географические исследования Монгольской Народной Республики. — М.-Л. : Изд-во АН СССР, 1948. — 208 с.
- (рос.) Мурзаев Э. М. Монгольская Народная Республика: Система монгольских географических названий и их чтение. — М., 1948. — 208 с.
- (рос.) Мурзаев Э. М. Монгольская Народная Республика: Физико-географическое описание. — М. : Географгиз, 1948. — 314 с. — 10000 прим.
- (рос.) Мурзаев Э. М. Непроторёнными путями: (Записки географа). — М., 1948. — 224 с.
- (рос.) Мурзаев Э. М. Н. М. Пржевальский. — М. : Географгиз, 1952. — 48 с. — 50000 прим.
- (рос.) Мурзаев Э. М. Северо-Восточный Китай: Физико-географическое описание. — М. : Изд-во Академии наук СССР, 1955. — 250 с.
- (рос.) Мурзаев Э. М. В далёкой Азии: Очерки по истории изучения Средней и Центральной Азии в XIX-XX веках. — М. : Изд-во Академии наук СССР, 1956. — 224 с. — 25000 прим.
- (рос.) Зарубежная Азия: Физическая география: Учебное пособие / Д. Л. Арманд, Б. Ф. Добрынин, Ю. К. Ефремов, Л. Я. Зиман, Э. М.Мурзаев, Л. И. Спрыгина. — М. : Учпедгиз, 1956. — 608 с. — 20000 прим.
- (рос.) Мурзаев Э. М., Обручев В. В., Рябухин Г. Е. Владимир Афанасьевич Обручев: Жизнь и деятельность / Отв. ред. С. В. Обручев; АН СССР. — М. : Изд-во АН СССР, 1959. — 304, [2] с. — (Научно-популярная серия) — 15000 прим.
- (рос.) Мурзаев Э. М., Мурзаева В. Г. Словарь местных географических терминов. — М. : Географгиз, 1959. — 304 с.
- (рос.) Мурзаев Э. М. Путешествия без приключений и фантастики. — М. : Географгиз, 1962. — 160 с. — 90000 прим.
- (рос.) Мурзаев Э. М. Природа Синьцзяна и формирование пустынь Центральной Азии / Институт географии АН СССР. — М. : Наука, 1966. — 384 с. — 1200 прим.
- (рос.) Мурзаев Э. М. Путешествие в жаркую зиму: (Записки географа) / Худож. В. И. Колтунов. — М. : Мысль, 1967. — 136, [16] с. — (Рассказы о природе) — 30000 прим.
- (рос.) А. А. Азатьян, М. И. Белов, Н. А. Гвоздецкий и др. История открытия и исследования Советской Азии / Науч. ред. Э. М. Мурзаев. — М. : Мысль, 1969. — 536 с. — (Открытие Земли) — 13000 прим.
- (рос.) А. Г. Бабаев, Э. М. Мурзаев, А. О. Оразов, З. Г. Фрейкин. Туркменистан. — М. : Мысль, 1969. — 294 с. — (Советский Союз. Географическое описание в 22 томах) — 90000 прим.
- (рос.) Мурзаев Э. М. Годы исканий в Азии. — М. : Мысль, 1973. — 400 с. — (XX век: Путешествия. Открытия. Исследования) — 150000 прим.
- (рос.) Мурзаев Э. М. Очерки топонимики / Институт географии АН СССР; Оформление художника В. П. Логинова. — М. : Мысль, 1974. — 384 с. — 45000 прим.
- (рос.) Мурзаев Э. М. Жизнь есть деяние: К 100-летию со дня рождения академика Л. С. Берга. — М. : Мысль, 1976. — 104, [8] с. — 40000 прим.
- (рос.) Мурзаев Э. М. География в названиях / Отв. ред. д-р геогр. наук Е. М. Поспелов; Академия наук СССР. — М. : Наука, 1979. — 168 с. — (Планета Земля и Вселенная) — 90000 прим.
- (рос.) Мурзаев Э. М. География в названиях / Отв. ред. д-р геогр. наук Е. М. Поспелов; Академия наук СССР. — 2-е изд., перераб. и доп. — М. : Наука, 1982. — 176, [1] с. — (Планета Земля и Вселенная) — 100000 прим.
- (рос.) Мурзаев Э. М. Рассказы об учёных и путешественниках / Худож. С. С. Верховский. — М. : Мысль, 1979. — 176 с. — 150000 прим.
- (рос.) Мурзаев Э. М. Первые советские исследователи Каракумов / Отв. ред. чл.-кор. АН СССР А. Г. Бабаев; АН Таджикской ССР. — Ашхабад : Ылым, 1983. — 104 с. — 1000 прим.
- (рос.) Мурзаев Э. М. Лев Семёнович Берг, 1876—1950 / Отв. ред. д-р геогр. наук А. В. Шнитников; Академия наук СССР. — М. : Наука, 1983. — 177, [8] с. — (Научно-биографическая серия) — 23000 прим.
- (рос.) Мурзаев Э. М. Словарь народных географических терминов. — М. : Мысль, 1984. — 656 с. — 50000 прим.
- (рос.) Мурзаев Э. М., Обручев В. В., Рябухин Г. Е. Владимир Афанасьевич Обручев, 1863—1956 (Геолог и географ) / Отв. ред. Н. А. Флоренсов; Академия наук СССР. — М. : Наука, 1986. — 208 с. — (Научно-биографическая литература) — 35700 прим.
- (рос.) Мурзаев Э. М. В сердце Азии / Отв. ред. д-р геогр. наук Н. А. Гвоздецкий; Рец. д-р геогр. наук Л. Р. Серебрянный; Академия наук СССР. — М. : Наука, 1990. — 176, [8] с. — (Человек и окружающая среда) — 10000 прим. — ISBN 5-02-002118-0.
- (рос.) Заповедники Средней Азии и Казахстана / Ред.-сост. П. Д. Гунин; Под общ. ред. В. Е. Соколова, Е. Е. Сыроечковского. — М. : Мысль, 1990. — 400 с. — (Заповедники СССР) — 100000 прим. — ISBN 5-244-00273-2.
- (рос.) Мурзаев Э. М. Исследование И. П. Герасимовым Туранской равнины / Отв. ред. А. Г. Бабаев. — Ашхабад : Ылым, 1990. — 62 с. — 1000 прим. — ISBN 5-8338-0193-1.
- (рос.) Мурзаев Э. М. Топонимика и география. — М. : Наука, 1995. — 304 с. — ISBN 5-02-003602-1.
- (рос.) Мурзаев Э. М. Тюркские географические названия / Ред. Н. А. Баскаков. — М. : Восточная литература, 1996. — 256 с. — 500 прим. — ISBN 5-02-016806-8.
- (рос.) Мурзаев Э. М. Словарь народных географических терминов: В 2-х томах. — 2-е изд., перераб. и доп. — М. : Картгеоцентр — Геоиздат, 1999.
- (рос.) Мурзаев Э. М. Слово на карте: Топонимика и география. — М. : Армада-пресс, 2001. — 448 с. — (Что в имени?..) — 7000 прим. — ISBN 5-309-00054-2.

### Статті
- (рос.) Мурзаев Э. М. К географической терминологии туркмен // Известия Государственного географического общества. — 1939, Т. 71. Вып. 6..
- (рос.) Мурзаев Э. М. К географической терминологии и номенклатуре киргизов Тянь-Шаня // Известия Всесоюзного географического общества. — 1940. Т. 72. Вып. 3..
- (рос.) Мурзаев Э. М. Этюды по топонимике Средней и Центральной Азии // Вопросы географии. Сборник 8: Зарубежные страны. — 1948.
- (рос.) Мурзаев Э. М. Изучение географических названий (топонимика) // Справочник путешественника и краеведа. — 1950. — Т. 2.
- (рос.) Мурзаев Э. М. О происхождении географических названий // Природа. — 1956. — № 7.
- (рос.) Мурзаев Э. М. Местные географические термины. Транскрипция географических названий // Сб. Труды совещания, состоявшегося 28 — 31 января 1959 года. — 1960.
- (рос.) Мурзаев Э. М. Значение местных терминов в образовании географических названий // Питания топошмжи та ономастики. — 1962.
- (рос.) Мурзаев Э. М. Основные направления топонимических исследований // Принципы топонимики. — 1964.
- (рос.) Мурзаев Э. М., Любимова Е. Л. Топонимические свидетельства географических условий прошлого Русской равнины // Современные проблемы географии. — 1964. — С. 303—309.
- (рос.) Мурзаев Э. М. Местные географические термины и их роль в топонимике // Местные географические термины в топонимии: Тезисы докл. и сообщ. — 1966.
- (рос.) Мурзаев Э. М. Географическая семантика некоторых тюркских топонимов // Ономастика Поволжья. — Ульяновск, 1969. — С. 101—104. Архівовано з джерела 15 квітня 2019. Процитовано 16 квітня 2019.
- (рос.) Мурзаев Э. М. Местные географические термины и их роль в топонимии // Вопросы географии. Сборник 81: Местные географические термины. — М., 1970.
- (рос.) Мурзаев Э. М. Заметки по географической терминологии Русской равнины // Топонимика и историческая география. — М., 1976.
- (рос.) Мурзаев Э. М. Байконур // Русская речь. — 1976. — № 3.
- (рос.) Мурзаев Э. М. Топонимика и ландшафты прошлого // Вопросы географии. Сборник 110: Топонимика на службе географии. — М., 1979.
- (рос.) Мурзаев Э. М. Словарь народных географических терминов // Перспективы развития славянской ономастики. — М., 1980.
- (рос.) Мурзаев Э. М. Географические термины в топонимии Москвы // Вопросы географии. Сборник 126: Географические названия в Москве. — М., 1985.
- (рос.) Мурзаев Э. М. Речные имена в исторической и современной географии // Топонимия России. — М., 1993.

## Нагороди і відзнаки
Мурзаєв Едуард Макарович за свою плідну наукову працю був нагороджений орденом «Знак Пошани», орденом «Полярна зірка» (Монголія), орденами та медалями Китаю, В'єтнаму.
- 1947 — золота медаль імені М. М. Пржевальського Географічного товариства СРСР[2][3].
- 1951 — Сталінська премія третього ступеня за науково-популярну працю «Монгольська народна республіка»[3].
- 1959 — медаль імені Олександра фон Гумбольдта Німецької академії наук (НДР)[3].
- 1961 — дійсний член німецької академії наук «Леопольдіна»[2][3].
- 1961 — почесний професор Монгольської Народної Республіки[2][3].
- 1963 — премія імені В. П. Обручева[3].
- 1971 — орден Трудового Червоного Прапора.
- 1985 — велика золота медаль Географічного товариства СРСР.